# Teramo Piaggio
Teramo Piaggio (Zoagli, 1485 – 1554) è stato un pittore italiano. È considerato, insieme ad Antonio Semino e Giovanni Cambiaso, uno dei principali esponenti del tardo-rinascimento o manierismo genovese.

## Biografia

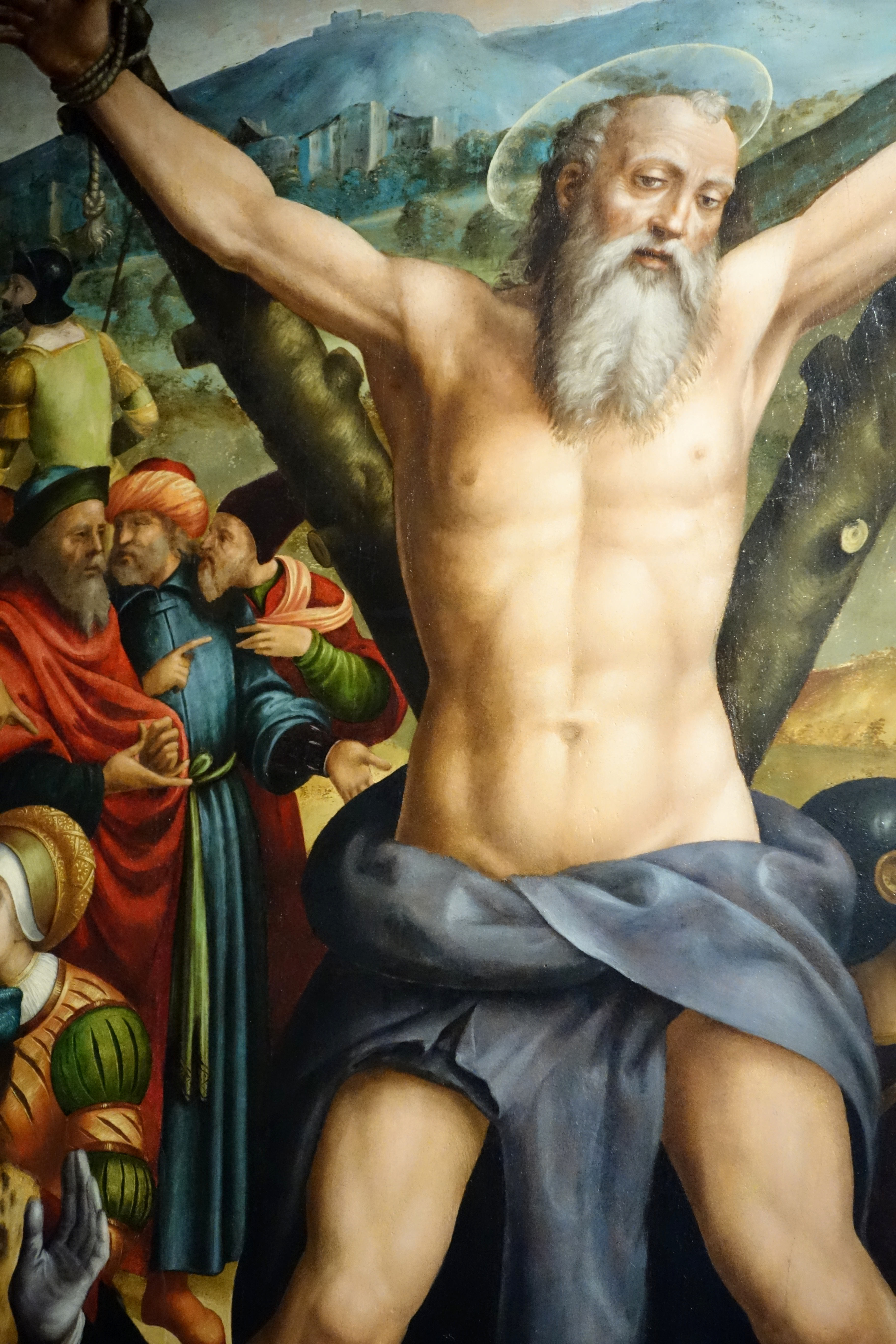
Martirio di Sant'Andrea (1532) di Teramo Piaggio e Antonio Semino, olio su legno. Museo Diocesano di Genova

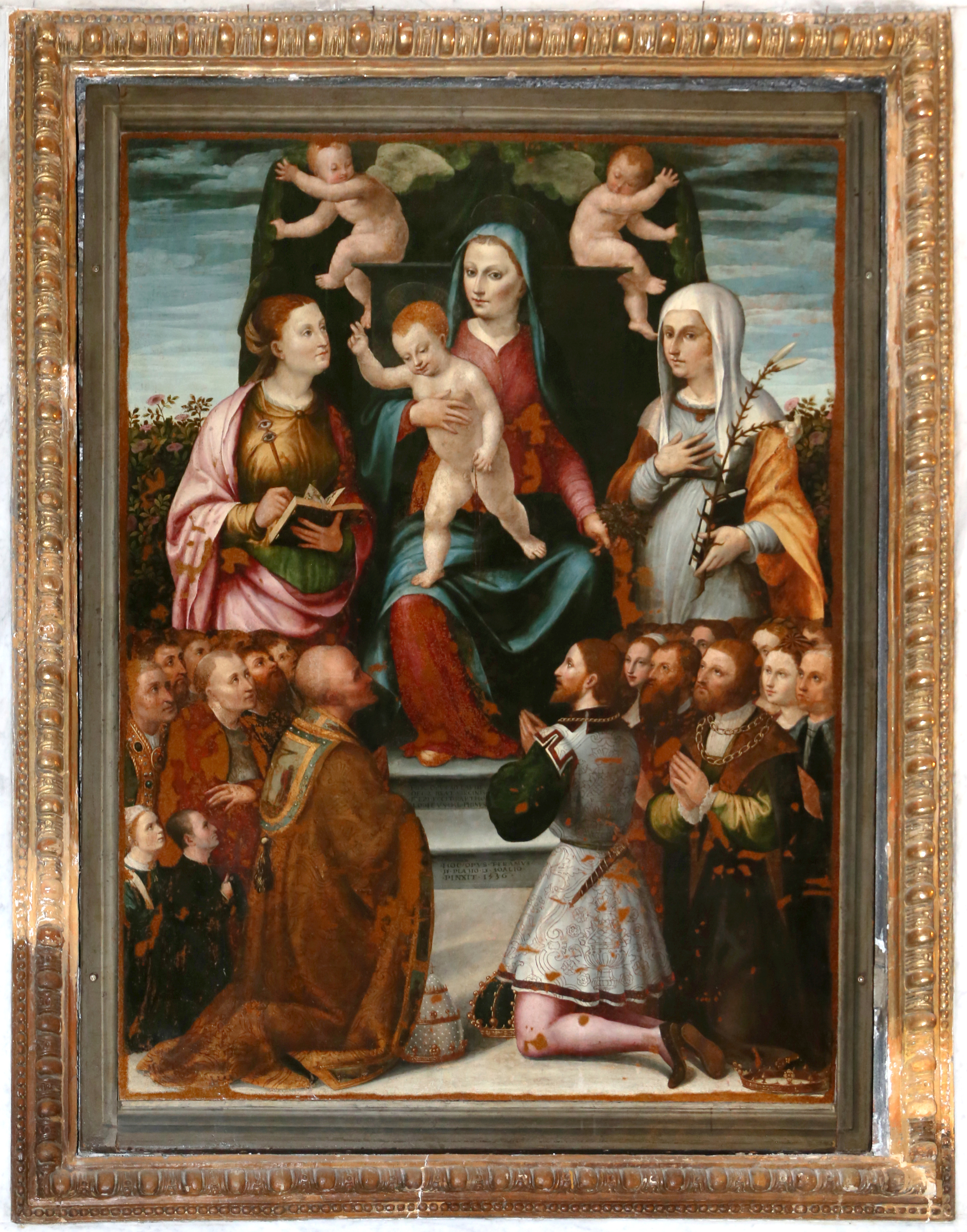
Madonna del Rosario dei Delfini (1536), Chiesa di San Giovanni Battista in San Domenico, Savona.

Nacque nel 1485 a Zoagli, Repubblica di Genova, secondo le iscrizioni lasciate nei suoi dipinti ("Teramus de Plasio de Zoalio").

## Inizi con Antonio Semino
Prime notizie di lui si hanno dal 1532, quando firma assieme ad Antonio Semino la pala della Crocefissione di Sant'Andrea per la chiesa genovese di Sant'Andrea (oggi portata in quella di Sant'Ambrogio a Cornigliano). In quest'opera è difficile distinguere le mani dei due pittori, benché prevalga quella del Semino.
Antonio Semino firma ed esegue poi le pale del Compianto sul Corpo di Cristo (1532) in San Domenico, ora al museo dell'Accademia Ligustica e della Natività in San Giovanni Battista a Savona (1533-1535). In entrambe queste opere si pensa collaborasse con lui Teramo Piaggio; il quale avrebbe realizzato in esse la predella nel Compianto della Ligustica e la cimasa nel presepe savonese, parti entrambe perdute.
Opera certa del Piaggio è quella del dossale double face ora al Museo Diocesano, ma proveniente dal duomo genovese con le Storie della Vita di San Giovanni Battista; nonostante la critica precedente le avesse ritenute ancora in collaborazione con Antonio Semino. Qui l'artista presenta legami con l'arte lombarda e fiamminga. In seguito lavorerà solo per le due Riviere Liguri, in particolare quella di Levante.

## Opere individuali
La prima opera riferibile al solo Piaggio è sicuramente il polittico di San Bartolomeo con Santi dell'oratorio di San Bartolomeo di Varazze (1535), dove si vede il primo distanziamento dell'ordine lombardo di Semino, per un altro più prossimo a la tradizione genovese di Giovanni Cambiaso. Nel 1536 dipinse la pala della Madonna del Rosario per la cappella dei Delfini nel convento di San Domenico il Vecchio al Priamar (attualmente alla Chiesa di San Giovanni Battista in San Domenico a Savona). Trai 1537-1539 dipinse il trittico della chiesa di Ceparana, e più tarde le Scene della Passione di Cristo già citate per il santuario di Nostra Signora delle Grazie di Chiavari. Infine il polittico nella chiesa di San Pietro in Rovereto, presso Zoagli, di datazione incerta (rubato).
Dal 1539 in poi sappiamo di lui solo quanto citano i documenti scoperti da Federico Alizeri (1874): lavora per il governo della Repubblica di Genova in apparati effimeri nel caso la visita dell'Infante di Spagna Filippo d'Asburgo (1548-1549), e dipinge un'ancona per Portofino (1540), un tabernacolo commissionato da Pantalino Odicino di Lerma, due ancone inviate rispettivamente a Borzonasca (1551-1552) e alla Spezia (1553-1554).
Le attribuzioni gli restituiscono un trittico nella chiesa dei Santi Quirico e Giulitta di Rivarola (Carasco), due polittici in Santa Giulia di Centaura (Lavagna) e nella chiesa del Divo Martino, e la pala di Sant'Erasmo con quattro Santi alla Ligustica. In Sant'Ambrogio a Genova nella quarta cappella dipinge il Martirio di Sant'Andrea, assieme ad Antonio Semino (1532).
Nella riviera di Ponente sono sue opere nella chiesa di San Paragorio di Noli.

## Il ciclo Mariano delle Grazie
Nel 1539 completa le pareti laterali del Santuario delle Grazie presso Chiavari, con le Storie del Cristo e della Vergine Maria. L'opera era presentata e datata da un'iscrizione in essa posta sotto l'Incoronazione di spine, che riferiva anche il nome del committente, Franchino Vachiano.
Il Piaggio aveva condotto il suo ciclo in semplici forme narrative grandi riquadri, secondo una tipologia comune a molti santuari dell'area nord occidentale lombardo piemontese. Si trattava di una lettura evangelica semplificata con una sua dimensione pietistico sentimentale risolta nell'accostare la Passione di Cristo alla vita di Maria legata a modi devozionali diffusi in tutta Europa tra XV e XVI secolo.